# Hercule dans le jardin des Hespérides
Hercule dans le jardin des Hespérides est un tableau réalisé en 1638 par le peintre flamand Pierre Paul Rubens. Il mesure 246 × 168,5 cm et est conservé à la Galerie Sabauda à Turin. Il montre Hercule dérobant les pommes d'or dans le jardin des Hespérides, le onzième de ses Travaux. La toile fait partie d'une paire avec Déjanire écoutant la Renommée du même artiste.

## Source de traduction
- (en) Cet article est partiellement ou en totalité issu de l’article de Wikipédia en anglais intitulé « Hercules in the Garden of the Hesperides » (voir la liste des auteurs).